# Beni Borja
Carlos Beni Carvalho de Oliveira Borja (Rio de Janeiro, 21 de fevereiro de 1961 — Teresópolis, 23 de dezembro de 2021) foi um músico, compositor e produtor musical brasileiro.

## Carreira
Entre 1980 e 1984, estudou Direito na Pontifícia Universidade Católica do Rio de Janeiro. Em 1990, estudou Produção na Media School, em Londres. Na PUC, conheceu Paula Toller, Leoni e George Israel, e formaram o grupo Kid Abelha & Os Abóboras Selvagens. Compôs algumas músicas do primeiro álbum, como Fixação, Homem com uma missão e Hoje eu não vou, porém deixou o grupo no final de 1983, meses antes do lançamento do projeto. Alguns meses depois de deixar o Kid Abelha, produziu a primeira gravação do grupo Biquini Cavadão, uma demo-tape com as faixas Tédio e No Mundo da Lua que bem executado na Fluminense FM, despertou o interesse da gravadora Polygram, que contratou o grupo. Convidado pela gravadora produziu o single de Tédio, com a participação de Herbert Vianna na guitarra.
O sucesso desse primeiro trabalho como produtor, levou-o a produzir o LP Cidades em Torrente (1985), do qual se destacaram os sucessos Múmias (com participação de Renato Russo) e Timidez. Seguiu produzindo os discos do Biquini Cavadão, A Era da Incerteza (1987), no qual se destacou a faixa 1/4 (da qual Beni Borja é coautor) e Ida e Volta, Zé (1989), que inclui os sucessos  Meu Reino e Bem-vindo ao Mundo Adulto. A partir de 1990, Beni acumula a função de produtor de discos com a de empresário do Biquini Cavadão, em 1991 produz o CD Descivilização, disco de maior sucesso da carreira do grupo, com hits como Vento Ventania (do qual é co-autor), Zé Ninguém e Impossível. Ainda produz para o Biquini Cavadão os discos Agora, lançado em 1994 pela Sony Music e Biquini.com.br lançado pela BMG-Ariola em 1998.
Trabalhou ainda como produtor para Universal Music, Sony Music, BMG, EMI Music e Warner. Produziu discos de vários artistas e grupos, entre eles Farofa Carioca, Leoni, Celso Blues Boy e Fernanda Abreu. Entre 1990 e 1998 atuou como empresário artístico, produtor de espetáculos e diretor musical de Gabriel, o Pensador, Biquini Cavadão e Heróis da Resistência, entre outros. Em 1999, descontente com os rumos da indústria fonográfica, aceita um convite da empresa norte-americana Gaylord Entertainnment, para assumir a direção musical do canal de TV a cabo Country Music Television no Brasil. Em 2004, volta a produção fonográfica com o seu selo independente Psicotronica, pelo qual lança os discos "Novo Mundo" do grupo Picassos Falsos e Atemporal da cantora Cris Braun.
Morreu aos 60 anos na cidade de Teresópolis, no estado do Rio de Janeiro, possivelmente em decorrência de um infarto, conforme noticiado pelo portal de notícias G1.